# Spinotarsus malleolus
Spinotarsus malleolus är en mångfotingart som beskrevs av Kraus 1960. Spinotarsus malleolus ingår i släktet Spinotarsus och familjen Odontopygidae. Inga underarter finns listade i Catalogue of Life.